# Boryszów
Boryszów pronunciación en polaco: /[bɔˈrɨʂuf/] es un pueblo ubicado en el distrito administrativo de Gmina Grabica, dentro del Distrito de Piotrków, Voivodato de Łódź, en Polonia central. Se encuentra aproximadamente a 5 kilómetros al suroeste de Grabica, a 16 kilómetros al noroeste de Piotrków Trybunalski, y a 35 kilómetros al sur de la capital regional Łódź.